# Oonotus rex
Oonotus rex es una especie de coleóptero de la familia Lucanidae.

## Distribución geográfica
Habita en Sudáfrica.